# Kyōhei Noborizato
Kyōhei Noborizato (登里 亨平?, Noborizato Kyōhei; Higashiōsaka, 13 novembre 1990) è un calciatore giapponese, difensore o centrocampista del Cerezo Osaka.

## Carriera

### Kawasaki Frontale
Inizia nel 2009 la sua carriera come calciatore professionista con il Kawasaki Frontale, fa il suo esordio nella partita vinta per 2-0 contro l'Oita Trinita, il suo primo gol lo segna nella vittoria per 7-0 battendo il Sanfrecce Hiroshima. Nel 2017 la squadra vince per la prima volta la J1 League, Noborizato ha segnato una sola rete nel campionato, quella del 3-0 battendo il Kashima Antlers. Il 7 marzo 2018 segnerà un gol nella AFC Champions League nel pareggio per 2-2 contro il Melbourne Victory. Nel 2019 il Kawasaki Frontale vince per la prima volta la Coppa del Giappone e Noborizzato ha giocato come titolare nella finale vinta ai rigori contro il Consadole Sapporo. Nel 2020 la squadra vince la J1 League per la terza volta, Noborizato ha dato spesso il suo contributo nelle azioni offensive con diversi assist vincenti.

### Nazionale
Viene convocato con la nazionale giapponese Under-23 agli Asian Games ottenendo l'oro, segnando due gol nella vittoria per 3-0 contro il Kirghizistan.

## Statistiche

### Presenze e reti nei club
Statistiche aggiornate al 9 dicembre 2023.
| Stagione                 | Club                     | Campionato               | Campionato | Campionato | Coppe nazionali | Coppe nazionali | Coppe nazionali | Coppe continentali | Coppe continentali | Coppe continentali | Altre coppe | Altre coppe | Altre coppe | Totale | Totale |
| Stagione                 | Club                     | Comp                     | Pres       | Reti       | Comp            | Pres            | Reti            | Comp               | Pres               | Reti               | Comp        | Pres        | Reti        | Pres   | Reti   |
| ------------------------ | ------------------------ | ------------------------ | ---------- | ---------- | --------------- | --------------- | --------------- | ------------------ | ------------------ | ------------------ | ----------- | ----------- | ----------- | ------ | ------ |
| 2009                     | Kawasaki Frontale        | J1                       | 2          | 1          | CG+CdL          | 2+1             | 0               | ACL                | 0                  | 0                  | -           | -           | -           | 5      | 1      |
| 2010                     | Kawasaki Frontale        | J1                       | 9          | 0          | CG+CdL          | 1+0             | 0               | ACL                | 6                  | 0                  | -           | -           | -           | 16     | 0      |
| 2011                     | Kawasaki Frontale        | J1                       | 19         | 2          | CG+CdL          | 2+3             | 0+1             | -                  | -                  | -                  | -           | -           | -           | 24     | 3      |
| 2012                     | Kawasaki Frontale        | J1                       | 16         | 2          | CG+CdL          | 3+4             | 0               | -                  | -                  | -                  | -           | -           | -           | 23     | 2      |
| 2013                     | Kawasaki Frontale        | J1                       | 29         | 0          | CG+CdL          | 3+7             | 0               | -                  | -                  | -                  | -           | -           | -           | 39     | 0      |
| 2014                     | Kawasaki Frontale        | J1                       | 19         | 1          | CG+CdL          | 0+3             | 0               | ACL                | 3                  | 0                  | -           | -           | -           | 25     | 1      |
| 2015                     | Kawasaki Frontale        | J1                       | 1          | 0          | CG+CdL          | 0               | 0               | -                  | -                  | -                  | -           | -           | -           | 1      | 0      |
| 2016                     | Kawasaki Frontale        | J1                       | 14+1       | 0          | CG+CdL          | 4+2             | 0               | -                  | -                  | -                  | -           | -           | -           | 21     | 0      |
| 2017                     | Kawasaki Frontale        | J1                       | 23         | 1          | CG+CdL          | 2+2             | 0               | ACL                | 4                  | 0                  | -           | -           | -           | 31     | 1      |
| 2018                     | Kawasaki Frontale        | J1                       | 25         | 0          | CG+CdL          | 4+2             | 0               | ACL                | 5                  | 1                  | SG          | 0           | 0           | 36     | 1      |
| 2019                     | Kawasaki Frontale        | J1                       | 27         | 0          | CG+CdL          | 1+3             | 0               | ACL                | 5                  | 0                  | SG          | 0           | 0           | 36     | 0      |
| 2020                     | Kawasaki Frontale        | J1                       | 29         | 0          | CG+CdL          | 0+4             | 0               | -                  | -                  | -                  | -           | -           | -           | 33     | 0      |
| 2021                     | Kawasaki Frontale        | J1                       | 29         | 0          | CG+CdL          | 4+2             | 0               | ACL                | 3                  | 0                  | SG          | 0           | 0           | 38     | 0      |
| 2022                     | Kawasaki Frontale        | J1                       | 12         | 0          | CG+CdL          | 0+1             | 0               | ACL                | 0                  | 0                  | SG          | 1           | 0           | 14     | 0      |
| 2023                     | Kawasaki Frontale        | J1                       | 26         | 2          | CG+CdL          | 4+2             | 0               | ACL                | 5                  | 0                  | -           | -           | -           | 37     | 2      |
| Totale Kawasaki Frontale | Totale Kawasaki Frontale | Totale Kawasaki Frontale | 281        | 9          |                 | 66              | 1               |                    | 31                 | 1                  |             | 1           | 0           | 379    | 11     |
| 2024                     | Cerezo Osaka             | J1                       | 0          | 0          | CG+CdL          | 0               | 0               | -                  | -                  | -                  | -           | -           | -           | 0      | 0      |
| Totale carriera          | Totale carriera          | Totale carriera          | 281        | 9          |                 | 66              | 1               |                    | 31                 | 1                  |             | 1           | 0           | 379    | 11     |

## Palmarès

### Club
- Campionato giapponese: 4

Kawasaki Frontale: 2017, 2018, 2020, 2021
- Supercoppa del Giappone: 2

Kawasaki Frontale: 2019, 2021
- Coppa J. League: 1

Kawasaki Frontale: 2019
- Coppa dell'Imperatore: 2

Kawasaki Frontale: 2020, 2023

### Nazionale
- Giochi asiatici: 1

2010

### Individuale
- Squadra del campionato giapponese: 1

2020